# Hit století
Hit století byla hudební anketa, která hledala nejlepší píseň složenou mezi roky 1900 a 1999. Uspořádala ji na přelomu let 1999 a 2000 stanice Radiožurnál Českého rozhlasu a společnost Musica. Organizátorem ankety byl Martin Hrdinka. Vítězem ankety se stala píseň „Škoda lásky“.
Roku 2018 Český rozhlas Dvojka pořádal podobnou anketu 100 hitů republiky, ve které posluchači vybírali nejoblíbenější hit z let 1918–2017.

## Průběh soutěže
Pro každý rok stanovili pořadatelé soutěže jednu píseň, pro niž lidé hlasovali. Ti mohli udělit vždy jeden hlas písni z každého desetiletí a dále směli jeden hlas určit některé ze zbývajících písní, bez ohledu na rok jejího vzniku. Následně skladba s nejvíce hlasy z každé dekády (1900–1909, 1910–1919 a tak dále) postoupila do dalšího kola, z něhož se opět hlasováním lidí volil hit století. Kromě těchto deseti skladeb postoupila i nejúspěšnější skladba z druhých míst a také skladba za rok 1999, která byla zvolena v anketě Český Slavík až začátkem roku 2000.
Večerním galakoncertem konaným 8. ledna 2000 v pražském Národním domě na Smíchově, na němž byly výsledky ankety vyhlašovány, provázel Miroslav Vladyka. V průběhu večera zaznělo všech deset písní v novým úpravách a provedených tehdejšími umělci. Například píseň „Škoda lásky“ zazpíval Karel Gott s Marcelou Holanovou a píseň „Medvídek“ skupina Tři sestry spolu s Lou Fanánkem Hagenem. Vítězové (Josef, Jaromír a Jiří Vejvodové) převzali z rukou Libora Peška a Martina Hrdinky jehlan z olovnatého křišťálu z poděbradských skláren.
Vítězem se stala píseň „Škoda lásky“ následovaná skladbou „Medvídek“ od skupiny Lucie a na třetím místě skončil „Holubí dům“, který zpíval Jiří Schelinger.

## Přehled soutěžních písní
Soutěže se účastnily tyto písně:
- 1900: „Česká muzika“
- 1901: „Blíže viaduktu zůstávala Lízi“
- 1902: „Hoj Mařenko, do háječku“
- 1903: „Na Marjánce“
- 1904: „Na Belvederu“
- 1905: „Žižkovák“
- 1906: „Za sokolským praporem“
- 1907: „Po starých zámeckých schodech“
- 1908: „Bai-kai-lai“
- 1909: „Jdou sokolské šiky, jdou“
- 1910: „Točte se, pardálové“
- 1911: „Když nad Prahou se večer uklání“
- 1912: „Cestou lesem“
- 1913: „Staré topoly“
- 1914: „Pražský krém“
- 1915: „Pozdravujte mi nastokrát“
- 1916: „Podzimní píseň“
- 1917: „Bílý kvíteček“
- 1918: „Pětatřicátníci“
- 1919: „Vítězná Madelon“

- 1920: „Písnička z mládí“
- 1921: „Bílí rejtaři“
- 1922: „Copak je to za vojáka“
- 1923: „Pane kapelníku, hrajte mi tu mou“
- 1924: „Když mě má panenka“
- 1925: „Když z jara první vonný květ“
- 1926: „Hezká vzpomínka“
- 1927: „Stará, natoč gramofon“
- 1928: „Hoši od Zborova“
- 1929: „Cariboo“
- 1930: „C. a k. polní maršálek“
- 1931: „Cikánka“
- 1932: „Česká písnička“
- 1933: „Táboráku plápolej“
- 1934: „Hej rup, chceme žít“
- 1935: „Já bych chtěl mít tvé foto“
- 1936: „Večer nad Prahou“
- 1937: „Svět patří nám“
- 1938: „Záleží na nás“
- 1939: „Hezky od podlahy“

- 1940: „Hm, hm“
- 1941: „Slunečnice“
- 1942: „Kosí fox“
- 1943: „Sukýnka“
- 1944: „Šumění deště“
- 1945: „Škoda lásky“
- 1946: „Světla promenád“
- 1947: „Říkej mi to potichoučku“
- 1948: „Vyhrňme si rukávy“
- 1949: „Se zpěvem a smíchem“
- 1950: „Všichni jsme mladí“
- 1951: „Kdybych já uměl psát básně“
- 1952: „Ten umí to a ten zas tohle“
- 1953: „U nás jaro nekončí“
- 1954: „Píseň pro Kristinku“
- 1955: „Plují lodi do Triany“
- 1956: „Jednou dvakrát“
- 1957: „Lavička v jasmínu“
- 1958: „Blues pro tebe“
- 1959: „Pod jednou střechou“

- 1960: „Včera neděle byla“
- 1961: „Babičko, nauč mě charleston“
- 1962: „Ach, ta láska nebeská“
- 1963: „Sentimentální“
- 1964: „Oči sněhem zaváté“
- 1965: „Tereza“
- 1966: „Hříbě“
- 1967: „Želva“
- 1968: „Modlitba pro Martu“
- 1969: „Lady Carneval“
- 1970: „Hrom aby do tě, lásko má“
- 1971: „Yvetta“
- 1972: „Saxana“
- 1973: „Kávu si osladím“
- 1974: „Holubí dům“
- 1975: „Lásko“
- 1976: „Já ti zabrnkám“
- 1977: „Duhová víla“
- 1978: „Motorest“
- 1979: „Až“

- 1980: „Osmý den“
- 1981: „Ve stínu kapradiny“
- 1982: „Holky z naší školky“
- 1983: „Paráda“
- 1984: „Knoflíky lásky“
- 1985: „Zvonky štěstí“
- 1986: „Karel nese asi čaj“
- 1987: „Levandulová“
- 1988: „Nenechme si lhát“
- 1989: „Miss Moskva“
- 1990: „Ráchel“
- 1991: „Černí andělé“
- 1992: „Láska je láska“
- 1993: „Rybitví“
- 1994: „Amerika“
- 1995: „František“
- 1996: „Jsi můj pán“
- 1997: „Dívám se, dívám“
- 1998: „Medvídek“
- 1999: „Nebe“

### Finálová patnáctka
Do finále bylo nakonec nominováno těchto patnáct, namísto původně avizovaných dvanácti písní
1. Po starých zámeckých schodech (1907)
2. Pětatřicátníci, hoši jako květ (1918)
3. Když zjara první vonný květ... (1925)
4. Cikánka (1931)
5. Ta naše písnička česká (1932)
6. Škoda lásky (1945)
7. Píseň pro Kristýnku (1954)
8. Ach, ta láska nebeská (1962)[pozn 1]
9. Modlitba pro Martu (1968)
10. Holubí dům (1974)
11. Holky z naší školky (1982)
12. Zvonky štěstí (1985)[pozn 1]
13. Jsi můj pán (1996)[pozn 1]
14. Medvídek (1998)
15. Nebe (1999)[pozn 2]

### Konečné výsledky (prvních 10)
Na prvních deseti místech se umístily následující písně:
1. Škoda lásky (1945)
2. Medvídek (1998)
3. Holubí dům (1974)
4. Zvonky štěstí (1988)
5. Holky z naší školky (1982)
6. Modlitba pro Martu (1968)
7. Píseň pro Kristýnku (1954)
8. Jsi můj pán (1995)
9. Ta naše písnička česká (1932)
10. Ach, ta láska nebeská (1961)

## Vydání na CD
Ze stovky nominovaných písní jich 99 vyšlo na pěti CD rozdělených po 20 letech. Pouze píseň Medvídek skupiny Lucie nemohla být vydána, neboť, jak napsal Ivan Rösler, skupina principiálně nedává souhlas k umístění na kompilační desky a tento princip neporušila ani při tak prestižní příležitosti.